# NGC 166
NGC 166 (ook wel PGC 2143 of MCG -2-2-63) is een spiraalvormig sterrenstelsel in het sterrenbeeld Walvis.
NGC 166 werd in 1886 ontdekt door de Amerikaanse astronoom Francis Preserved Leavenworth.